# Гонка преследования (биатлон)
Го́нка пресле́дования (или пасью́т, от англ. pursuit — преследование) — вид биатлонной гонки: на 12,5 км для мужчин и юниоров; на 10 км для женщин, юниорок и юношей; и на 7,5 км для девушек — с четырьмя огневыми рубежами, которая проводится по итогам гонки с раздельным стартом (в настоящее время, как правило, спринта, хотя были прецеденты, когда квалификацией для гонки преследования служила индивидуальная гонка или масс-старт). Всего спортсмены проходят пять кругов по 2,5 км у мужчин и юниоров, 2 км у женщин, юниорок и юношей, и 1,5 км у девушек.

## История
Гонка преследования — относительно молодой вид биатлонных состязаний. Впервые на официальных международных стартах она была проведена 1 декабря 1996 года на первом этапе Кубка мира сезона 1996/1997 в норвежском Лиллехаммере. В этом же сезоне гонка преследования была включена в программу чемпионатов мира. Первыми чемпионами мира в этой дисциплине стали российский биатлонист Виктор Майгуров и шведская биатлонистка Магдалена Форсберг. Олимпийский дебют гонки преследования состоялся в 2002 году в Солт-Лейк-Сити. Первыми олимпийскими чемпионами стали норвежский биатлонист Уле Эйнар Бьёрндален и российская биатлонистка Ольга Пылёва

## Регламент
Право участвовать в гонке преследования получают лучшие 60 спортсменов предыдущей гонки (в случае отказа кого-либо из них от старта «освободившиеся» места не занимаются оставшимися спортсменами). Биатлонисты стартуют в таком порядке, в каком они располагаются в финишном протоколе гонки, по результатам которой проводится преследование. Стартовый гандикап равен финишному отставанию от победителя спринта или половине отставания от победителя индивидуальной гонки.
Первую и вторую стрельбу производят из положения лёжа, третью и четвёртую — стоя. Биатлонисты занимают места на огневых рубежах в соответствии с порядком прихода на стрельбище. За каждый промах предусмотрено прохождение штрафного круга, равного 150 метрам. Спортсмены, отставшие от лидера на полный круг дистанции (2,5 км у мужчин и юниоров, 2 км у женщин, юниорок и юношей, и 1,5 км у девушек), снимаются с гонки.
В гонке преследования не допускается равенство результатов двух спортсменов. Если система хронометрирования не позволяет определить, кто из спортсменов финишировал раньше, это решается при помощи фотофиниша. Единственным случаем присуждения двух медалей одинакового достоинства в гонке преследования является чемпионат мира 2003 в Ханты-Мансийске. Из-за того что один из присутствующих закрыл своим телом затвор камеры фотофиниша во время финиша первых спортсменок, однозначно определить победительницу не удалось. Золотые медали тогда получили и француженка Сандрин Байи, и немка Мартина Глагов.